# Opérateur retard
En l'analyse des séries temporelles, l'opérateur retard, noté L (ou B quelquefois), est l'opérateur qui, à tout élément d'une série temporelle, associe l'observation précédente.
Définition — {\displaystyle \,LX_{t}=X_{t-1}} pour tout {\displaystyle \;t>1\,}

## Généralisations
Pour un décalage de plusieurs unités, on utilise plusieurs fois de suite cet opérateur, ce que l'on note L élevé à une certaine puissance (l'exposant doit s'entendre au sens de la composition). Ainsi
{\displaystyle \,L^{k}X_{t}=X_{t-k}.\,}
Une généralisation est de décaler non-plus dans le passé mais dans le futur, par un exposant négatif. Par exemple, on pose
{\displaystyle \,L^{-1}X_{t}=X_{t+1}\,}.

## Propriétés
Propriété — L'opérateur des retards et l'opérateur de multiplication sont commutatifs: {\displaystyle L(\beta X_{t})=\beta \cdot (LX_{t})}
Propriété — L'opérateur des retards est distributif par rapport à l'opérateur d'addition: {\displaystyle L(X_{t}+Y_{t})=L(X_{t})+L(Y_{t})}

## Polynôme retard
On peut combiner les propriétés précédentes pour former un polynôme retard, appelé encore polynôme caractéristique. Ce genre de polynôme est utilisé pour simplifier l'écriture des modèles de classe ARMA (autorégressifs et moyenne mobile). Par exemple, pour le modèle AR(1):
{\displaystyle X_{t}=c+\varphi X_{t-1}+\varepsilon _{t}\Rightarrow (1-\varphi L)X_{t}=c+\varepsilon _{t}}
Et pour le modèle AR(p)
{\displaystyle X_{t}=\sum _{i=1}^{p}\varphi _{i}X_{t-i}+\varepsilon _{t}\Rightarrow \left(1-\varphi _{1}L^{1}-\varphi _{2}L^{2}-\ldots -\varphi _{p}L^{p}\right)X_{t}=\left(1-\sum _{i=1}^{p}\varphi _{i}L^{i}\right)X_{t}=\varepsilon _{t}\,}
Cela permet d'avoir une notation très concise d'un modèle ARMA(p,q):
{\displaystyle \Phi X_{t}=\Theta \varepsilon _{t}\,}
où Φ et Θ représentent les polynômes retard associés aux composantes autorégressives (AR) et en moyenne mobile (MA):
{\displaystyle \Phi =1-\sum _{i=1}^{p}\varphi _{i}L^{i}\,}
et
{\displaystyle \Theta =1+\sum _{i=1}^{q}\theta _{i}L^{i}.\,}

### équation caractéristique
L'équation caractéristique se trouve très facilement depuis le polynôme caractéristique en substituant à l'opérateur des retards L la variable x. Pour le modèle AR(p):
{\displaystyle \left(1-\varphi _{1}L^{1}-\varphi _{2}L^{2}-\ldots -\varphi _{p}L^{p}\right)} devient {\displaystyle \left(1-\varphi _{1}x^{1}-\varphi _{2}x^{2}-\ldots -\varphi _{p}x^{p}\right)}. 
L'équation caractéristique est utilisée notamment pour vérifier la stationnarité et l'invertibilité d'un processus ARMA.

## Opérateur de différence
L'opérateur de différence première {\displaystyle \Delta } est un polynôme retard spécial:
{\displaystyle {\begin{array}{lcr}\Delta X_{t}&=X_{t}-X_{t-1}\\\Delta X_{t}&=(1-L)X_{t}\end{array}}}
De manière similaire, l'opérateur de différence seconde est
{\displaystyle {\begin{aligned}\Delta (\Delta X_{t})&=\Delta X_{t}-\Delta X_{t-1}\\\Delta (\Delta X_{t})&=X_{t}-2X_{t-1}+X_{t-2}\\\Delta ^{2}X_{t}&=(1-L)\Delta X_{t}\\\Delta ^{2}X_{t}&=(1-L)(1-L)X_{t}\\\Delta ^{2}X_{t}&=(1-L)^{2}X_{t}\end{aligned}}}
L'approche précédente se généralise à la i-ème différence
{\displaystyle \Delta ^{i}X_{t}=(1-L)^{i}X_{t}\ }